# Mistrzostwa Oceanii w Judo 1975
5. Mistrzostwa Oceanii w judo odbywały się w dniach 12-13 kwietnia 1975 roku w Christchurch. W tabeli medalowej tryumfowali zapaśnicy z Australii.

## Klasyfikacja medalowa
| Miejsce | Państwo       |   |   |    | Razem |
| ------- | ------------- | - | - | -- | ----- |
| 1       | Australia     | 7 | 6 | 10 | 23    |
| 2       | Nowa Zelandia | 2 | 3 | 6  | 11    |
| Razem   | Razem         | 9 | 9 | 16 | 34    |

## Medaliści

### Mężczyźni
| Konkurencja: | Złoto:          | Srebro:       | Brąz:                         |
| −63 kg       | Warren Richards | Robin Moffitt | M. Fulham D. Williams         |
| −70 kg       | P. Wakefield    | Gary Manly    | John Van Hoek Jim Sheedy      |
| −80 kg       | Rick Littlewood | Andy Buchanan | Wil Williamski Eric Onyon     |
| −93 kg       | Alex Bijkerk    | Barry Johnson | Joe Fisher Barry Madden       |
| ponad 93 kg  | Lou Scholer     | Hans van Duyn | Dave Browne Allan Lovell      |
| Open         | Alex Bijkerk    | Joe Fisher    | Barry Johnson Rick Littlewood |

### Kobiety
| Konkurencja: | Złoto:             | Srebro:           | Brąz:               |
| −57 kg       | Christina Boyd     | Janet Yarsley     | Judith Hansberry    |
| −63 kg       | Sandra Manderson   | Darlene Jones     | S. Spence           |
| ponad 63 kg  | Michelle Shoveller | Elizabeth Crosbie | Aria Ruwhiu L. Gaff |